# Rhipidoglossum kamerunense
Rhipidoglossum kamerunense är en orkidéart som först beskrevs av Rudolf Schlechter, och fick sitt nu gällande namn av Leslie Andrew Garay. Rhipidoglossum kamerunense ingår i släktet Rhipidoglossum och familjen orkidéer. Inga underarter finns listade i Catalogue of Life.